# Románské jazyky

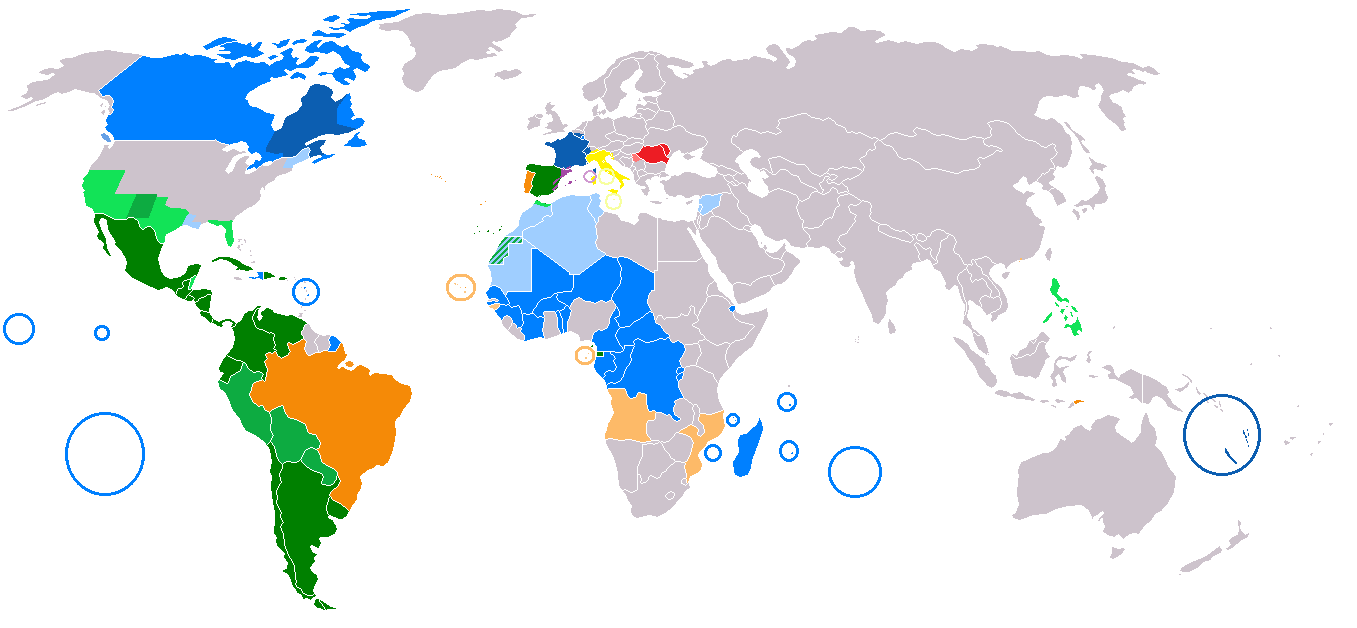
Rozšíření románských jazyků:
modrá – francouzština; zelená – španělština; oranžová – portugalština; žlutá – italština; červená – rumunština

Románské jazyky je rodina jazyků, které se vyvinuly z latiny. Stejně jako latina náleží do skupiny indoevropských jazyků. Někdy se označují také jako novolatinské. Tyto jazyky vznikly především tam, kde se kdysi rozkládala Římská říše, v níž byla latina úředním jazykem. Každá oblast byla přitom ovlivněna původními jazyky obsazených území a národů. Často tedy vznikaly různé pidžiny nebo kreolské jazyky.
Románskými jazyky mluví 800 miliónů lidí po celém světě.

## Seznam románských jazyků
- západorománské jazyky
  - ibersko-románské jazyky
    - galicijsko-portugalské jazyky

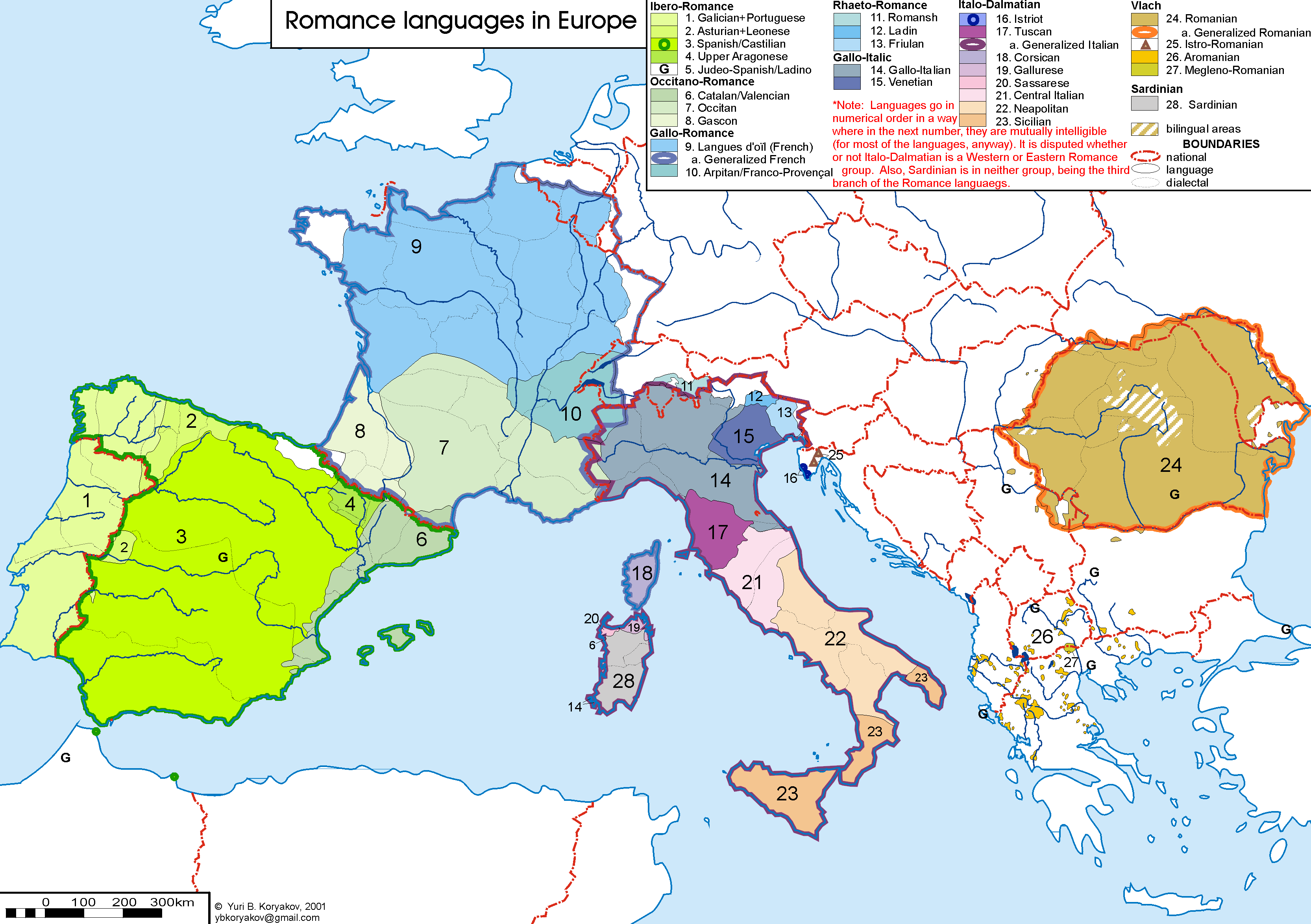
Románské jazyky v Evropě ve 20. století

      - galicijština – 3 mil. mluvčích v Galicii
      - falština – 10 tis. mluvčích ve Španělsku
      - portugalština – 230 mil. mluvčích v Portugalsku a Brazílii, několik tisíc v Asii, 26 mil. v Africe
      - judeo-portugalština – vymřelá

    - aragonština – 10 tis. v Aragonii
    - asturština (mirandština, leónština)
    - extremadurština – v Extremaduře
    - španělština – 360 mil. mluvčích ve Španělsku a Americe
      - ladino – židovský dialekt španělštinyKlasifikace románských jazyků

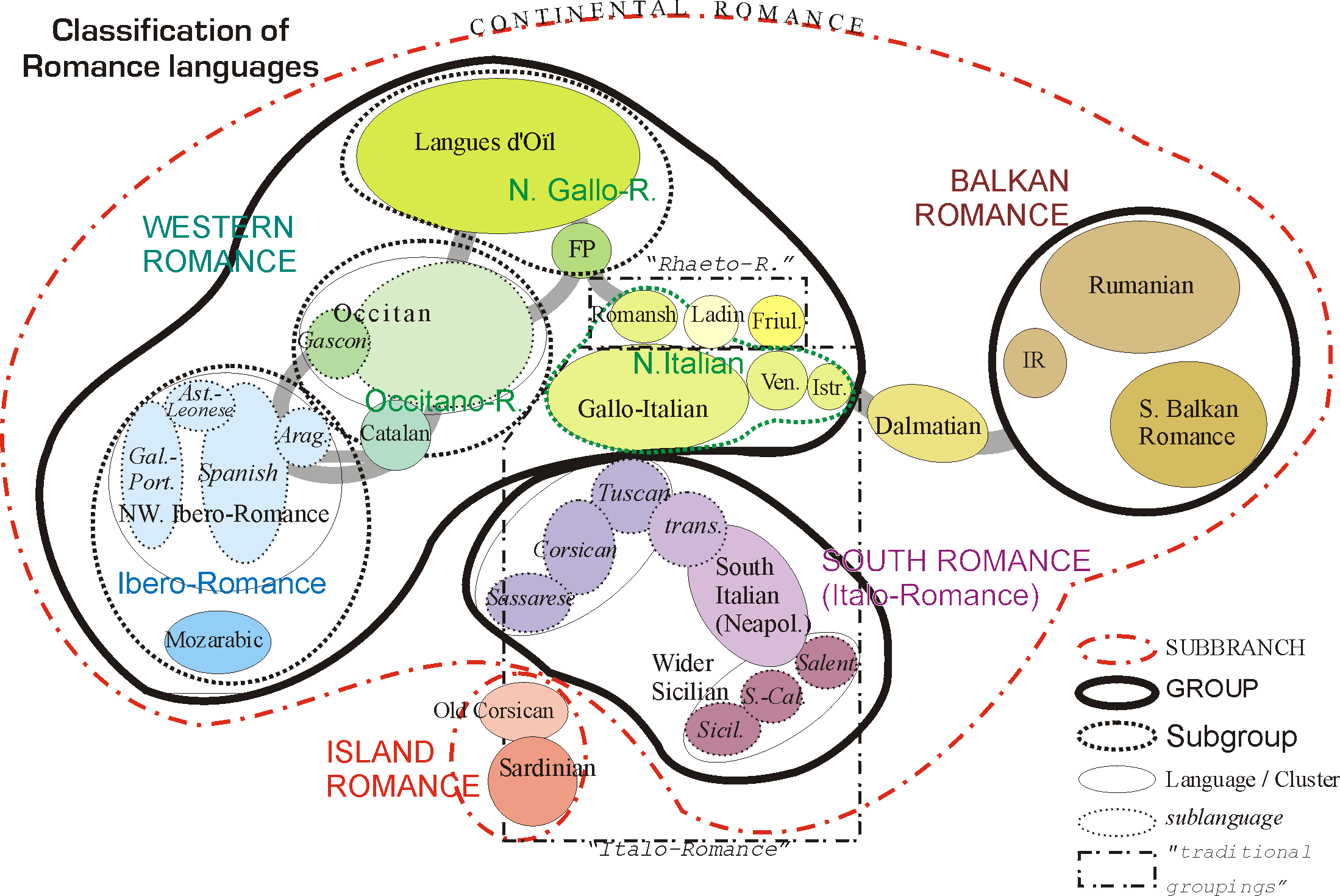
Klasifikace románských jazyků

    - portuñolština (portunhol, fronterizo) – okolo 100 tis. mluvčích v Uruguay a jižní Brazílii

  - gallo-románské jazyky
    - okcitánsko-katalánské jazyky
      - katalánština – 6,5 mil. mluvčích ve Španělsku, Andoře, Francii a Itálii
      - okcitánština – 2 mil. mluvčích ve Francii

    - franko-provensálština – především ve městě Lyon a okolí
    - rétorománské jazyky
      - furlanština – Furlansko-Julské Benátsko, Argentina, Kanada, Austrálie atd.
      - ladinština – Dolomity
      - rétorománština – 66 tis. mluvčích ve Švýcarsku

    - oïlské jazyky
      - poitevin-saintongeaiština
      - burgundština
      - champenoiština
      - franko-komtoiština
      - lotrinština
      - francouzština – 70 mil. v Evropě a 12 mil. v Americe
      - galština
      - normanština
      - jerseyština – na ostrově Jersey
      - picardština
      - valonština

    - gallo-italské jazyky
      - ligurština
      - monégasqština
      - piemontština
      - lombardština
      - emilijština
      - venetština
- dalmatština – vymřelý jazyk v Chorvatsku
- východorománské jazyky
  - italské jazyky
    - italština – 60 mil. v Itálii
    - korsičtina
    - neapolština – 8 mil. ve středojižní Itálii
    - sicilština – 5 mil. na Sicílii
    - romanesco
    - istrijština
    - judeo-italština – 4 tis. v Itálii

  - rumunština
    - arumunština
    - moldavština
- jihorománské jazyky
  - africká románština – vymřelý jazyk v Maroku a Alžírsku
  - mozarabština – vymřelý jazyk v jižním Španělsku a Portugalsku
  - sardština – 300 tis. na Sardinii

Jelikož se např. jihoitalské dialekty vyvinuly samostatně z latiny, je možné je z lingvistického a komparativního hlediska považovat také za samostatné jazyky, i když jako takové nejsou uznány.